# Metaculus
Metaculus is een Amerikaanse reputatiegebaseerde voorspellings- en aggregatie-site. De focus op Metaculus ligt op het voorspellen van de timing, aard en impact van wetenschappelijke en technologische vooruitgang en doorbraken.
Datawetenschapper Max Wainwright en natuurkundigen Greg Laughlin en Anthony Aguirre lanceerden de site in 2015. In juni 2017 werd de Metaculus Prediction gelanceerd, een systeem voor het samenvoegen van gebruikersvoorspellingen. De Metaculus-voorspelling presteert gemiddeld beter dan de mediaan van de voorspellingen van de gemeenschap wanneer deze wordt geëvalueerd met behulp van de Brier- of Log -scoreregels.
Sinds 2022 is de organisatie een B Corporation. Het nieuwe manifest verplicht Metaculus om jaarlijks verslag uit te brengen over haar voortgang bij het bereiken van deze doelen:
1. Het bevorderen van de groei, het leren en de ontwikkeling van de forecasting en de forecasting onderzoeksgemeenschappen.
2. Ondersteuning van belanghebbenden die het algemeen belang dienen door hun besluitvorming te informeren.
3. Vergroten van de publieke toegang tot informatie over voorspellingen van algemeen belang.

In 2024 heeft Metaculus de code van hun website herschreven en vrijgegeven onder de BSD-2-Clause-licentie.

## Voorspellingssysteem
Er kunnen drie soorten voorspellingen worden gedaan: Procentuele inschattingen op binaire vragen die als 'ja' of 'nee' worden opgelost, numerieke voorspellingen en het voorspellen van data van gebeurtenissen.  Als gebruikers hun bijdrage op het platform plaatsen, dragen ze bij aan de gemeenschapsvoorspeling voor de vraag, ook kunnen ze opmerkingen achterlaten en voorspellingsstrategieën bespreken met andere gebruikers. 
Gebruikers kunnen nieuwe vragen voorstellen die, na goedkeuring, voor de community toegankelijk worden gemaakt. 
Gebruikers kunnen punten verdienen voor succesvolle voorspellingen (of punten verliezen voor mislukte voorspellingen), en hun eigen voorspellingsvoortgang bijhouden.  Bij de beoordeling worden punten toegekend voor zowel het gelijk hebben als voor het beter presenteren dan de gemeenschap. Deze punten vormen de basis voor de scores in  toernooien, waarin regelmatig geldprijzen worden verdeeld. Dit resulteert in een prikkel voor accurate voorspellingen. 
In januari 2020 introduceerde Metaculus de Bentham Prize; tweewekelijks geldprijzen van $300, $200 en $100 toekent aan de meest waardevolle opmerkingen geplaatst op het platform.  De maand daarop introduceerde Metaculus de Li Wenliang- prijs, die een aantal verschillende geldprijzen toekent aan vragen, voorspellingen en analyses met betrekking tot de COVID-19-uitbraak . 